# Aralia scaberula
Aralia scaberula är en araliaväxtart som beskrevs av G.Hoo. Aralia scaberula ingår i släktet Aralia och familjen Araliaceae. Inga underarter finns listade.